# Villeperdue
 Villeperdue  es una población y comuna francesa, situada en la región de  Centro, departamento de Indre y Loira, en el distrito de Tours y cantón de Montbazon.

## Demografía
| 557 | 641 | 605 | 586 | 767 | 818 |
| Para los censos de 1962 a 1999 la población legal corresponde a la población sin duplicidades (Fuente: INSEE [Consultar]) |     |     |     |     |     |